# Podnoszenie ciężarów na Letnich Igrzyskach Olimpijskich 2008 – waga ponad 105 kg mężczyzn
Rywalizacja w wadze powyżej 105 kg mężczyzn w podnoszeniu ciężarów na Letnich Igrzyskach Olimpijskich 2008 została rozegrana w dniu 19 sierpnia 2008 roku w hali Pekińskiego Uniwersytetu Aeronautyki i Astronautyki.

## Terminarz
| Data             | Godzina |         |
| ---------------- | ------- | ------- |
| 19 sierpnia 2008 | 15:30   | Grupa B |
| 19 sierpnia 2008 | 19:00   | Grupa A |

## Wyniki
| Pozycja | Grupa | Zawodnik            | Reprezentacja    | Waga   | Rwanie | Rwanie | Rwanie | Podrzut | Podrzut | Podrzut | Wynik | Uwagi |
| Pozycja | Grupa | Zawodnik            | Reprezentacja    | Waga   | 1      | 2      | 3      | 1       | 2       | 3       | Wynik | Uwagi |
| ------- | ----- | ------------------- | ---------------- | ------ | ------ | ------ | ------ | ------- | ------- | ------- | ----- | ----- |
| 1. !    | A     | Matthias Steiner    | Niemcy           | 145,93 | 198    | 203    | 207    | 240     | 248     | 258     | 461   |       |
| 2. !    | A     | Jewgienij Czigiszew | Rosja            | 124,13 | 200    | 205    | 210    | 240     | 247     | 250     | 460   |       |
| 3. !    | A     | Viktors Ščerbatihs  | Łotwa            | 144,97 | 198    | 203    | 206    | 242     | 244     | 257     | 448   |       |
| 4.      | A     | Artem Udaczyn       | Ukraina          | 144,09 | 197    | 203    | 207    | 235     | 235     | 241     | 442   |       |
| 5.      | A     | Ihor Szymeczko      | Ukraina          | 130,25 | 193    | 197    | 201    | 217     | 227     | 232     | 433   |       |
| 6.      | B     | Rashid Sharifi      | Iran             | 142,89 | 188    | 192    | 196    | 230     | 238     | 238     | 426   |       |
| 7.      | A     | Grzegorz Kleszcz    | Polska           | 131,16 | 185    | 185    | 190    | 232     | 234     | 234     | 419   |       |
| 8.      | B     | Almir Velagić       | Niemcy           | 132,16 | 180    | 184    | 188    | 220     | 225     | 230     | 413   |       |
| 9.      | B     | Damon Kelly         | Australia        | 154,15 | 165    | 170    | 170    | 211     | 211     | 221     | 386   |       |
| 10.     | B     | Itte Detenamo       | Nauru            | 148,48 | 165    | 170    | 175    | 205     | 210     | 215     | 385   |       |
| 11.     | B     | Antti Everi         | Finlandia        | 130,04 | 160    | 166    | 171    | 195     | 201     | 201     | 366   |       |
| 12.     | B     | Sam Pera Jr.        | Wyspy Cooka      | 122,96 | 148    | 155    | 155    | 188     | 188     | 195     | 350   |       |
| 13.     | B     | Maamaloa Lolohea    | Tonga            | 135,13 | 127    | 135    | 140    | 173     | 183     | 183     | 313   |       |
| -       | A     | Jeon Sang-guen      | Korea Południowa | 155,49 | 195    | 195    | 195    | DNF     | DNF     | DNF     | DNF   |       |
| -       |       | Jaber Saeed Salem   | Katar            | DNS    | DNS    | DNS    | DNS    | DNS     | DNS     | DNS     | DNS   |       |